# 조지 M. 스타인브레너 필드
조지 M. 스타인브레너 필드(George M. Steinbrenner Field)는 미국 플로리다주 탬파에 위치한 야구장이다. MLB 뉴욕 양키스의 스프링 트레이닝 장소이면 2025시즌 MLB 탬파베이 레이스의 임시 홈경기장으로 사용할 예정이다.